# Guidizzolo
Guidizzolo  ist eine Gemeinde mit 6014 Einwohnern (Stand 31. Dezember 2023) in der italienischen Provinz Mantua, Region Lombardei.
Bekannt wurde der Ort durch die Tragödie von Guidizzolo, einem Unfall des Ferrari von Alfonso de Portago mit Todesfolge auch für mehrere Zuschauer, beim italienischen Straßenrennen Mille Miglia am 12. Mai 1957. Der Unfallort beim Gehöft Corte Colomba an der Staatsstraße 236 Goitese nach Cerlongo, und das dortige Denkmal, gehört genaugenommen zur weiter nördlich gelegenen Gemeinde Cavriana.

## Unfall bei der Mille Miglia 1957
Die Mille Miglia 1957 war ein Rennen über normale Straßen von Brescia nach Rom und zurück nach Brescia. Das Rennen von 1957 ging in seine Endphase, als es zum schweren Unfall von Alfonso de Portago kam: Nur noch ca. 50 km trennten ihm vom Ziel. Vor Cerlango wurde die Straße kurviger, nach der Ortsausfahrt folgte eine fünf Kilometer lange Gerade nach Guidizzolo. De Portago kam mit Vollgas angeschossen, als der Wagen links einen Kilometerstein berührte und außer Kontrolle geriet. Der Ferrari krachte seitlich in einen Telegrafenmast, drehte sich um die eigene Achse und schlug mit voller Wucht rechts in einer Böschung ein. De Portago hatte keine Chance mehr, den rotierenden Boliden abzubremsen. Wie immer säumten Tausende Zuschauer die Strecke. Tragischerweise stand genau an der Unfallstelle eine Gruppe Ortsansässiger mit ihren Kindern ganz knapp am schmalen Asphaltband, als der Ferrari genau dort zu liegen kam. Es gab elf Tote: de Portago starb an den furchtbaren Schnittverletzungen, die ihm die lose Motorhaube zufügte. Sein Beifahrer und neun Einheimische, darunter fünf Kinder, starben an den Folgen des Unfalls um 16:04 Uhr. 20 weitere Personen wurden zum Teil schwer verletzt.

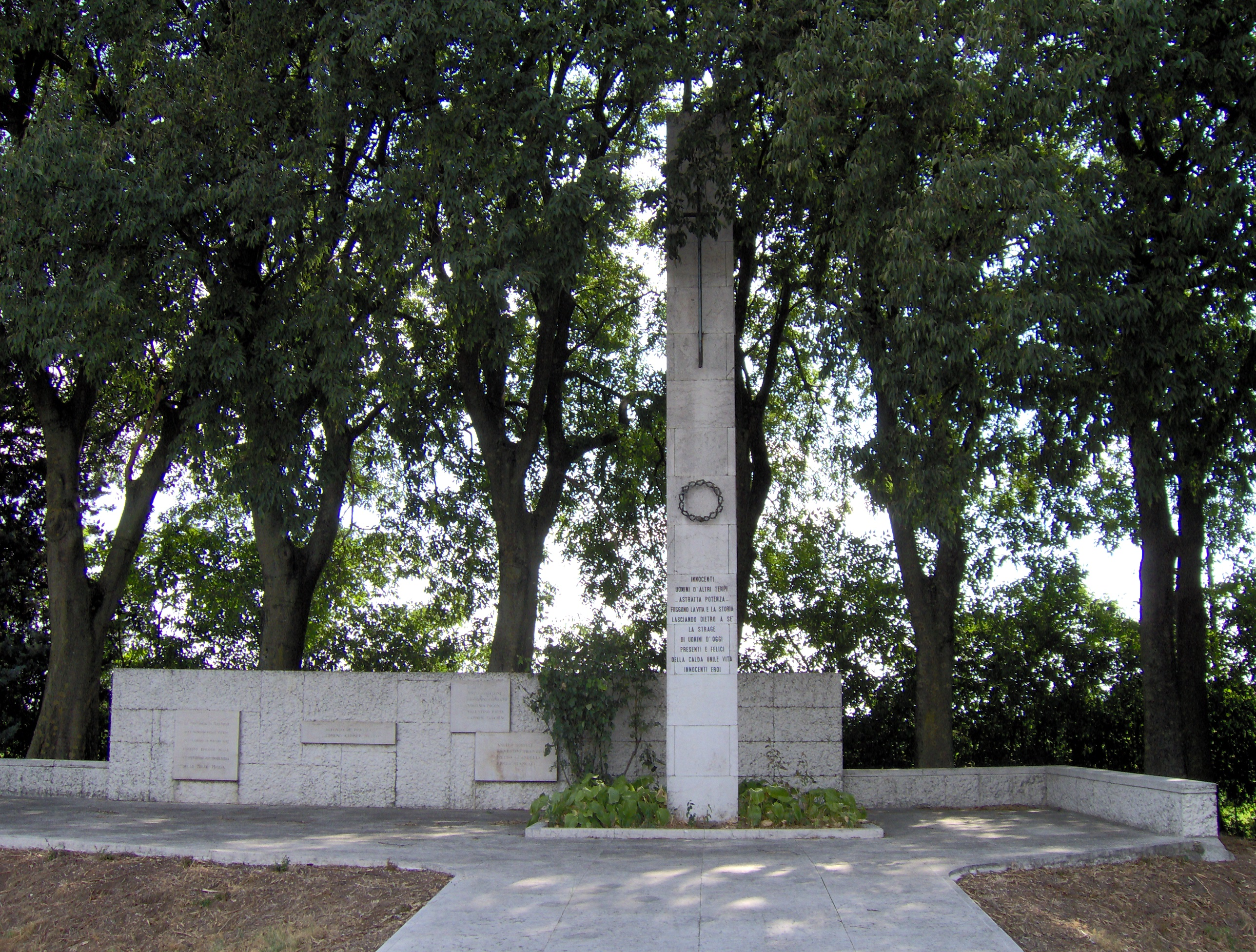
Denkmal für die Opfer der Mille Miglia an der Unfallstelle in Giudizzolo

Die Mille Miglia wurde danach als Rennen abgeschafft: Die Kritik traf vor allem Enzo Ferrari als beteiligten Rennstallbesitzer und weniger die Organisatoren. Er wurde von der Justiz angeklagt und erst nach Jahren freigesprochen. Der Firmeneigentümer empfand die Angriffe als ungerechtfertigt und zog sich weitgehend aus der Öffentlichkeit zurück.